# アイム・ア・ロンリー・レディ
「アイム・ア・ロンリー・レディ」（I'M A LONELY LADY）は、アン・ルイスの16枚目のシングル。1979年6月25日にビクター音楽産業から発売された。規格品番はSV-6598。

## 概要
アルバム『PINK PUSSY CAT』からの先行シングル。作曲は「女はそれを我慢できない」「女にスジは通らない」に続き、本作で3作連続となる加瀬邦彦が手掛けている。
2020年9月2日にはMEG-CDとして復刻された。規格品番はVODL-30136。

## 収録曲
A・B面ともに、作詞: 竜真知子 / 作曲: 加瀬邦彦 / 編曲: 鈴木茂
1. アイム・ア・ロンリー・レディ（3分29秒）
2. ラブ・ミー・トゥナイト（3分41秒）

## 参考資料
- オリコン『SINGLE CHART-BOOK COMPLETE EDITION 1968-2005』オリコン・マーケティング・プロモーション、2006年4月。ISBN 9784871310765。